# Tehuelche
Tehuelche, eller Aoniken är ett i utdött chonspråk det brukade vara talat i Patagonien men med den sista talarens död på 1960- eller 1970-talet. Den större etnisk grupp består av 200 personer. Den etniska gruppen var ursprungligen nomadiska jägare i Chile.
Tehuelches närmaste släktspråk är teushen. Språket delas i två huvuddialekter.

## Fonologi

### Konsonanter
|             |             | Bilabial | Alveolar | Palatoalveolar | Palatal | Velar  | Uvular | Glottal |
| ----------- | ----------- | -------- | -------- | -------------- | ------- | ------ | ------ | ------- |
| Nasal       | Nasal       | m        | n        |                |         |        |        |         |
| Klusil      | Norm.       | p \| b   | t \| d   |                |         | k \| g | q \| ɢ | ʔ       |
| Klusil      | Ejek.       | p'       | t'       |                |         | k'     | q'     |         |
| Affrikat    | Norm.       |          |          | t͡ʃ             |         |        |        |         |
| Affrikat    | Ejek.       |          |          | t͡ʃ'            |         |        |        |         |
| Frikativ    | Frikativ    |          | s        | ʃ              |         | x \| χ |        | h       |
| Lateral     | Lateral     |          | l        |                |         |        |        |         |
| Tremulant   | Tremulant   |          | r        |                |         |        |        |         |
| Approximant | Approximant |          |          |                | j       | w      |        |         |

Källa:

### Vokaler
|            | Främre | Central | Bakre |
| ---------- | ------ | ------- | ----- |
| Sluten     |        |         | u     |
| Halvsluten | e      |         |       |
| Öppen      |        | a       |       |

Källa: